# Lee Rocker

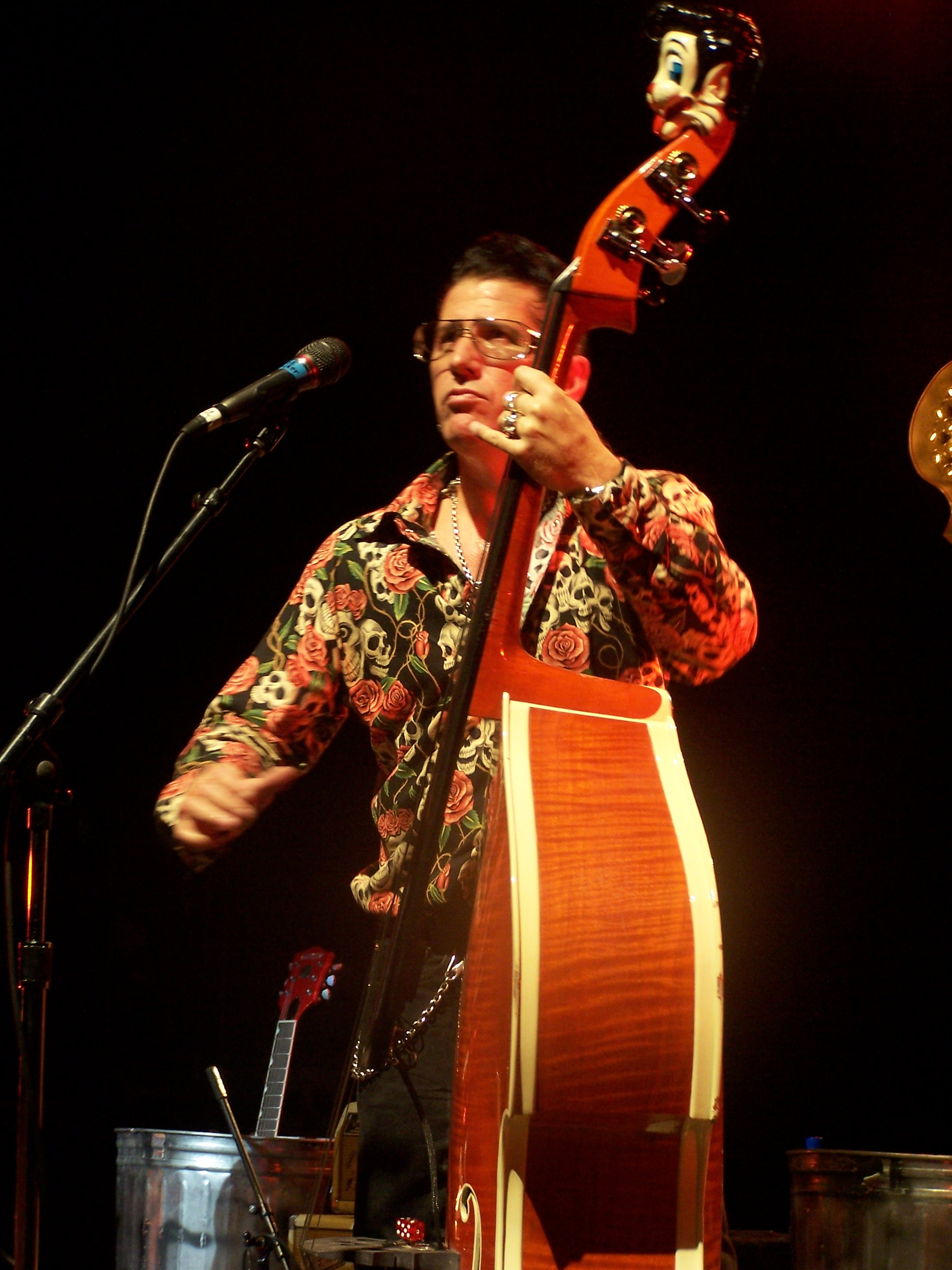
Lee Rocker in het Uptown Theatre, juli 2007

Lee Rocker, echte naam Leon Drucker, (Massapequa, New York, 3 augustus 1961) is een Amerikaanse Slap Bass-speler. Hij is de zoon van Stanley Drucker en Naomi Drucker. Als kind bespeelde hij de cello en later leerde hij de elektrische basgitaar te bespelen.
In 1979 richtte hij samen met twee schoolvrienden, Brian Setzer en James McDonnel ("Slim Jim Phantom"), de Stray Cats op.